# Drosera mannii

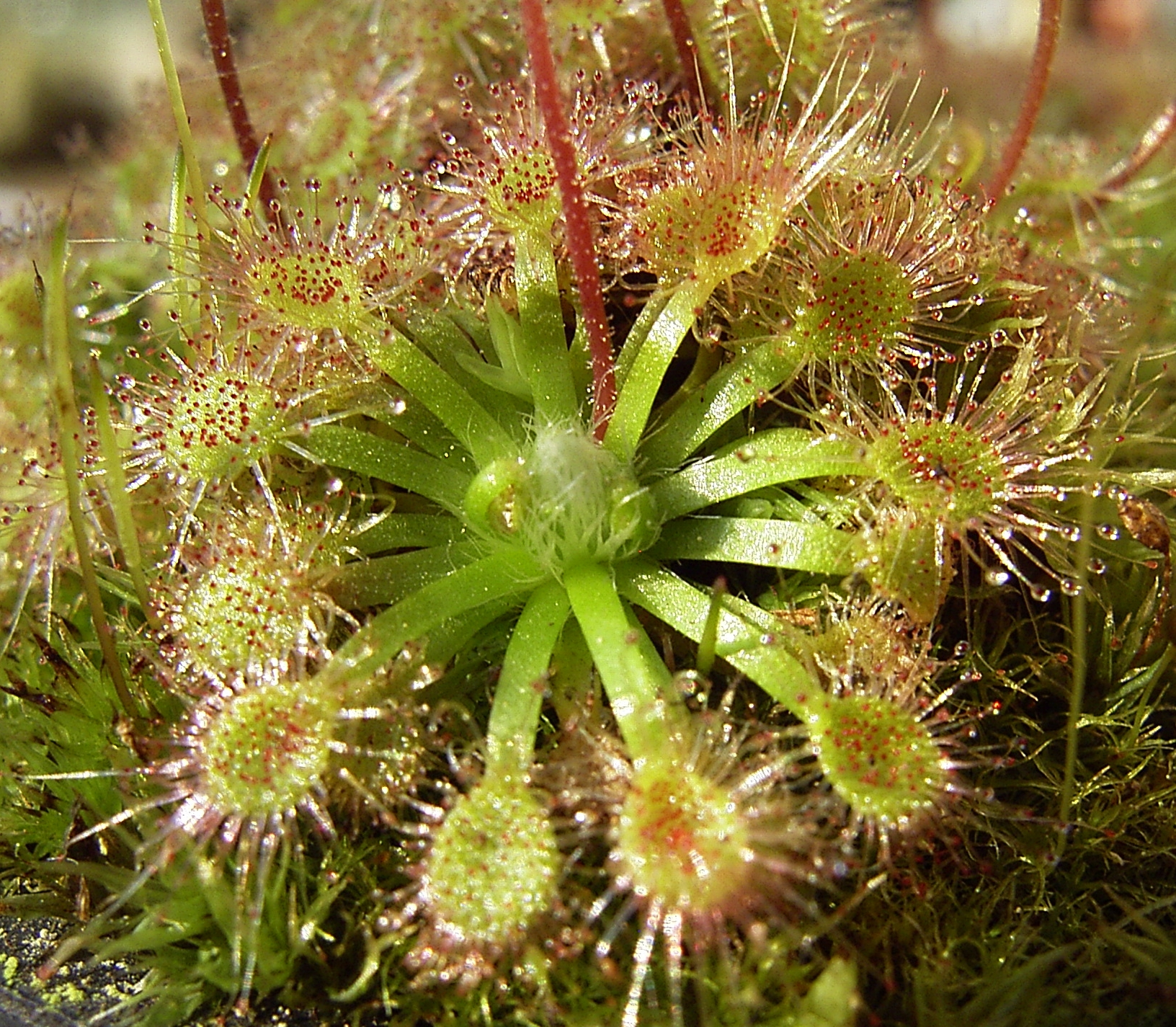
Drosera mannii, Habitus (in Kultur)

Verbreitung von Drosera mannii in Australien

Drosera mannii ist eine fleischfressende Pflanze aus der Gattung Sonnentau (Drosera). Sie gehört zur Gruppe der sogenannten Zwergsonnentaue und ist im südwestlichen Australien heimisch.

## Beschreibung
Drosera mannii ist eine mehrjährige, krautige Pflanze. Diese bildet eine flache, kompakte, rosettenförmige Knospe aus horizontalen Blättern mit einem Durchmesser von etwa 1,5 cm. Die Sprossachse ist kurz und nur mit wenigen oder gar keinen welken Blättern der Vorsaison bedeckt. 
Die Knospe der Nebenblätter ist breit eiförmig, 3 mm lang und 3 mm im Durchmesser an der Basis. Die Nebenblätter selbst sind 3,5 mm lang, 3 mm breit und dreilappig. Der mittlere Lappen ist in 3 Segmente unterteilt.
Die Blattspreiten sind breit elliptisch, 2,5 mm lang und 2 mm breit. Die längeren Tentakeldrüsen befinden sich am Rand, kürzere in Inneren. Auf der Unterseite befinden sich einige Drüsen. Die Blattstiele sind bis zu 5 mm lang, am Ansatz 0,5 mm, erweitern sich in der Mitte auf 1 mm und verjüngen sich auf 0,7 mm an der Blattspreite. Sie sind halb lanzenförmig und völlig unbehaart. 
Blütezeit ist November bis Dezember. Die ein bis zwei Blütenstände sind 5 bis 10 cm lang und unterhalb des Blütenstandes unbehaart, darüber mit Drüsen besetzt. Der Blütenstand ist ein Wickel aus 10 bis 24 Blüten an rund 2,5 mm langen Blütenstielen. Die breit lanzenförmigen Kelchblätter sind 2,5 mm lang und 1,3 bis 1,5 mm breit. Die Ränder und die Spitzen sind gezahnt und frei von Drüsen. Die restliche Oberfläche ist mit zylindrischen, rotköpfigen Drüsen besetzt. Die hellrosanen bis weißen Kronblätter sind keilförmig, 5 bis 8 mm lang und 5,5 mm breit. Die Basis der Kronblätter bildet einen keilförmigen, grünlichen Finger mit 1 mm Länge und 0,3 mm Breite.
Die fünf Staubblätter sind 2,5 mm lang. Die Fäden sind weiß, die Staubbeutel gelb mit roten Punkten und die Pollen gelb. Der blassgrüne Fruchtknoten ist muschelförmig, 1,3 mm lang und 1,5 mm im Durchmesser. Die 5 weißen, horizontal gestreckten Griffel sind 2,5 mm lang und 0,1 mm im Durchmesser. Die Narben sind weiß, umgekehrt birnenförmig, 1 mm lang, 0,5 mm breit an der Basis und verjüngen sich gleichmäßig bis zur Spitze.
Typisch für Zwergsonnentaue ist die Bildung von Brutschuppen: Die lanzenförmigen, 0,7 mm dicken Brutschuppen werden gegen Ende November bis Anfang Dezember in großer Zahl gebildet und haben eine Länge von ca. 0,9 mm und eine Breite von 0,4 mm.
Die Chromosomenzahl beträgt 2n = 14.

## Verbreitung, Habitat und Status
Drosera mannii kommt nur auf einer kleinen Fläche im äußersten Südwesten Australiens vor. Die Pflanze gedeiht dort auf Lehmböden in winderfeuchten Wasserscheiden. Die Pflanze wurde auch auf torfigem Sand mit ähnlichen Feuchtigkeitsbedingungen gefunden. Die einzige bekannte Population befindet sich bei Bannister.

## Systematik
Drosera mannii wurde nach dem australischen Karnivorenliebhaber Phil Mann benannt.